# Isra y Mirach
El Isra y el Mirach (en árabe: الإِسْرَاء وَالمِعْرَاج‎, romanizado: al-’Isrā’ wal-Miʿrāj, lit. 'El viaje nocturno y la ascensión') son las dos partes de un Viaje Nocturno que, de acuerdo con el islam, hizo el profeta Mahoma durante una sola noche alrededor del año 621. Dentro del islam significan tanto un viaje espiritual como material. La azora al-Isra del Corán contiene una descripción resumida y se encuentran más detalles en las recopilaciones de hadices (colecciones de reportes, enseñanzas, acciones y dichos de Mahoma). 
El episodio del viaje nocturno de Mahoma (isra') y el de la visita de Mahoma al cielo (mi'rach) eran inicialmente dos incidentes separados, pero temprano en la historia islámica empezaron a combinarse, hasta que gradualmente se consolidó un único relato en dos partes. De acuerdo con el relato tradicional, una noche, mientras dormía en la Kaaba, Mahoma fue visitado por dos arcángeles, Ŷibrīl (Gabriel) and Mījā'īl (Miguel), quienes (según algunos relatos) le abrieron el cuerpo y purificaron su corazón de toda duda, error y paganismo. Fue entonces llevado al cielo al lomo de una bestia blanca y alada similar a un potrillo, llamada Buraq (en árabe: الْبُرَاق al-Burāq, «rayo» o más generalmente «brillante») hasta la «mezquita más lejana». Por tradición esta mezquita, que llegó a simbolizar el mundo físico para los musulmanes, fue identificada como la Mezquita de Al-Aqsa (Masjid-e-Aqsa) en Jerusalén. En este lugar dirige en la azalá a los profetas Ibrāhīm (Abraham), Mūsā (Moisés) e ʽĪsā (Jesús). A Mahoma se le dan a elegir dos o tres tazas de bebidas diferentes, y él muestra su correcta guía evitando el vino y escogiendo la leche.
Desde Jerusalén, donde actualmente se erige la Cúpula de la Roca, es llevado al cielo en compañía del arcángel Ŷibrīl (Gabriel), ascendiendo posiblemente por una escalera (miʿrāj). Junto con el arcángel Ŷibrīl, Mahoma ascendió los siete niveles para alcanzar el trono de Alá. En cada nivel, el guardián de las puertas interroraga al arcángel antes de permitirles la entrada. En cada nivel, Mahoma y Ŷibrīl se encuentran con uno o más de los profetas, en orden Adán, Yaḥyā (Juan el Bautista), ʽĪsā (Jesús), Yūsuf (José), Idrīs, Harūn (Aarón), Mūsā (Moisés) e Ibrāhīm (Abraham) y visitan el infierno y el paraíso. De todos los habitantes del cielo que encuentran, solo Mūsā (Moisés) le habla a los visitantes, y Mahoma aprende que es tan apreciado por Alá como todos los demás profetas, aún siendo el último profeta.Tras encontrar a Ibrahim en el séptimo cielo cerca del templo celestial conocido como «la casa frecuentada» (al-bayt al-ma'mur), Mahoma llega al Sidrat al-Muntaha (en árabe: سِدْرَة ٱلْمُنْتَهَىٰ‎), un inmenso árbol de azufaito que denota el final del cielo y el comienzo de la morada de Alá. Yibril se detiene allí por tener la entrada prohibida y deja que Mahoma pase. Una vez Mahoma aparece ante Alá—existe algún debate sobre si de hecho lo vio—se le dice que recite la azalá (oración ritual) 50 veces todos los días. Mūsā, sin embargo, le aconseja a Mahoma que ruegue por una reducción de este número en tanto sería demasiado difícil para los fieles, y la obligación es finalmente reducida a cinco oraciones al día. Algunos relatos añaden el regreso de Mahoma y sus esfuerzos por demostrar su experiencia a una comunidad mecana escéptica.
El mi'rach de Mahoma ha sido una fuente constante de especulación entre los musulmanes. Algunos afirman que la ascensión fue solamente un sueño mientras que otros especulan que solo el alma de Mahoma entró al cielo, mientras su cuerpo permanecía en la tierra. Se han propuesto paralelos entre el mi'rach y la manera en la que el alma de un difunto avanzará para recibir el juicio en el trono de Dios. Los sufíes afirman que describe el salto del alma al conocimiento místico.
El viaje de Mahoma y su ascensión son una de las fechas más celebradas en el calendario islámico. El miʽrach es popularmente celebrado con lecturas de la narración en el día 27 de Rayab, que recibe el nombre de Noche de la Ascensión (Laylat al-Mi‘rāŷ).